# Клеоме сероватая
Клеоме (клеома) сероватая (лат. Cleome canescens) — однолетнее травянистое растение рода Клеоме (Cleome) семейства Клеомовые (Cleomaceae).

## Распространение и экология
Распространён на юге европейской части России, Украине, Кавказе, в некоторых районах Средней Азии.
Растёт на осыпях горных склонов, по речным долинам, на песчаных и галечных прибрежных местах, иногда на сорных местах.
Неприхотлив к условиям произрастания.

## Ботаническое описание
Однолетнее ветвистое растение высотой до 50 см.
Стебель шероховатый от железистых щетинок.
Листья тройчатые на черешках, не превышающих длину листочков, последние цельнокрайные, продолговато-ланцетные, линейные на очень коротких черешочках.
Соцветия в конечной кисти; цветки розовато-белые. Наружные листочки околоцветника продолговатые или почти треугольные, по краю часто черноватые, суженные в ноготок.
Плоды стручковидные, узкие, почти линейные, при созревании темнеющие.
Цветёт в июне—июле. Плоды созревают в июле—августе.

## Растительное сырьё
Химический состав изучен недостаточно. В плодах содержится эфирное масло с очень резким запахом; в плодах — 10 % жирного масла. Острый пряный запах всей надземной части обусловлен наличием эфирного масла.

## Значение и применение
Зрелые плоды растения известны населению Кавказа под названием «левантская горчица» и издавна применяются в качестве приправы вместо настоящей горчицы. Кроме того, надземные части вместе с недозрелыми плодами могут употребляться как пряность. Клеоме испытана и одобрена в качестве пряности при обработке рыбы.